# Sesostranus niger
Sesostranus niger is een hooiwagen uit de familie Assamiidae.